# Niolo (kaas)
De Niolo is een Franse kaas. Het is een schapenkaas die geproduceerd wordt op het eiland Corsica, met name in het dorpje Casamaccioli, in het gelijknamige gebied Niolo.
De kaas is een gewassenkorstkaas, dat houdt in dat de uitgelekte wrongel in vormen gebracht wordt, waarin deze na verder uitlekken de typische vierkante kaasvorm krijgen. Uit de vorm gehaald worden de kazen met een pekeloplossing gewassen. Dit gebeurt een aantal malen voordat de kaas na minimaal 3 maanden rijping in vochtige kalkgrotten op de markt gebracht wordt. De kaas heeft een pittige smaak, de kaasmassa is licht kleverig.